# Nacer Abdellah
Nacer Abdellah (Sidi Slimane, 3 de março de 1966) é um ex-futebolista profissional marroquino, defensor.

## Carreira
Nacer Abdellah representou seu país na Copa do Mundo de 1994, nos Estados Unidos.